# Bet365 Stadium
Bet365 Stadium (poprzednio Britannia Stadium) – stadion piłkarski, położony w mieście Stoke-on-Trent, Wielka Brytania. Oddany został do użytku w 1997 roku. Od tego czasu swoje mecze na tym obiekcie rozgrywa zespół piłkarski Stoke City F.C. Jego obecna pojemność wynosi 28 383 miejsc. Rekordową frekwencję, wynoszącą 28 218 osób, odnotowano w 2002 roku podczas meczu 3 rundy FA Cup pomiędzy Stoke City F.C. a Evertonem.
W 2016 obiekt zmienił nazwę na Bet365 Stadium.